# Независимая психиатрическая ассоциация
Независимая психиатрическая ассоциация России (НПА, НПАР) — правозащитная организация. Создана была как профессиональное объединение психиатров, медицинских психологов и юристов, работающих в психиатрии, декларирует административную и финансовую независимость от государственных структур. Является членом Всемирной психиатрической ассоциации.

## История
Учреждена в марте 1989 года. Членами инициативной группы по созданию НПА были Александр Подрабинек и Виктор Лановой, который разработал план учреждения Независимой психиатрической ассоциации:115 и занимал должность президента НПА до момента своей эмиграции в Израиль:116. НПА является членом Всемирной психиатрической ассоциации с октября 1989 года.
С самого начала НПА позиционировала себя как объединение, открыто противостоящее официальной советской психиатрии и Всесоюзному научному обществу невропатологов и психиатров.

## Структура
НПА была создана как профессиональное объединение психиатров, медицинских психологов и юристов, работающих в психиатрии. В 2010 году Независимая психиатрическая ассоциация насчитывала около 600 членов в 54 регионах страны. Подавляющее большинство членов НПА являются членами Российского общества психиатров. НПА декларирует административную и финансовую независимость от государственных структур; устав организации гласит: «„Независимая“ означает самостоятельная, не находящаяся в составе и ведомственном подчинении государственных медицинских учреждений и иных административных органов». Сотрудничает с Московской Хельсинкской группой.
Президент НПА — Юрий Сергеевич Савенко. Любовь Николаевна Виноградова занимает должность исполнительного директора. Руководитель юридической службы НПА — Юлия Николаевна Аргунова. В Независимой психиатрической ассоциации работает собственная общественная приёмная и экспертная комиссия, в которых можно получить юридические консультации и услуги бесплатно.

## Цель
Поводом к созданию НПА стали злоупотребления психиатрией в СССР в 60—80-е годы XX века; основной целью деятельности НПА декларируется необходимость противостоять подобным попыткам в будущем.

## Задачи
НПА заявляются следующие приоритеты деятельности:
- разгосударствление, демонополизация и децентрализация психиатрической службы;
- реальное укоренение правовой основы психиатрии;
- утверждение новой научной парадигмы[12] с учётом примата клиницизма и феноменологического метода[13].

Как заявляют члены организации, перечисленные приоритеты выработаны на основании их анализа причин злоупотребления психиатрией.

## Участие в международных организациях
НПА принимает участие в международных съездах и семинарах. Является членом Всемирной психиатрической ассоциации (ВПА).
В голосованиях на Генеральных Ассамблеях ВПА Независимая психиатрическая ассоциация России имеет 7 голосов, Российское общество психиатров — 11, Украина — 2.

## Результаты деятельности
Благодаря усилиям юристов из НПА в России появилось первое юридическое издание о правах граждан с психическими расстройствами, которое повышает их информированность и правовую защищённость, способствуя укоренению правовой основы психиатрии. Независимая психиатрическая ассоциация способствовала публикации трудов по классической психиатрии: изданию книг Е. Блейлера, А. Кронфельда, Ясперса и др.
НПА ведёт приём граждан, ранее получивших диагноз психического расстройства, но желающих оспорить этот диагноз. С 1989 года в общественной приёмной организации получили бесплатную правовую помощь и консультации более 15 тысяч человек. Ежегодно только в Москве в общественную приёмную НПА обращается около 750 человек, а в её экспертную комиссию — около 200 человек.
Представители НПА вошли в состав рабочей группы Верховного Совета РСФСР, включавшей юристов и психиатров и принявшей активное участие на завершающих стадиях в подготовке проекта закона РФ «О психиатрической помощи и гарантиях прав граждан при её оказании», разработка которого была начата созданным Минздравом СССР на базе Института им. В. П. Сербского коллективом специалистов. Закон был принят Верховным Советом РФ 2 июля 1992 года. Кроме того, НПА участвовала в разработке ряда других правовых актов; выступает с конкретными законодательными инициативами — к примеру, в области реформирования института недееспособности. Совместно с правозащитной общественностью НПА в 1998—2003 годах успешно препятствовала ужесточению законодательства в области психиатрии.
Независимая психиатрическая ассоциация сыграла положительную роль в организации психиатрической помощи в стране. НПА организовывала круглые столы и проводила образовательные семинары, наиболее масштабные из которых приурочены были к ежегодным съездам ассоциации и посвящались острым проблемам, лежащим в области медицинских и социальных, правовых, юридических аспектов психиатрии. Ассоциацией была реализована, в частности, образовательная программа «Восполнение пробелов отечественной психиатрии».
В 2003 году Московская Хельсинкская группа и Независимая психиатрическая ассоциация провели мониторинг российских психиатрических стационаров и изложили его результаты в опубликованном в 2004 году докладе «Права человека и психиатрия в Российской Федерации». Результатам мониторинга психиатрических стационаров также были посвящены два номера «Независимого психиатрического журнала».

## Издание
Официальным изданием НПА является «Независимый психиатрический журнал», выходящий с 1991 года (англ. Nezavisimiy Psikhiatricheskiy Zhurnal).
В марте 2010 г. «Независимый психиатрический журнал» включён в составленный ВАК перечень ведущих рецензируемых научных журналов и изданий. В состав редакционной коллегии журнала входят врачи-психиатры доктора медицинских наук: В. Е. Каган, М. Е. Бурно, кандидаты медицинских наук: Ю. С. Савенко, Б. А. Воскресенский, А. Ю. Магалиф, В. И. Прокудин и другие.
Основной читательский контингент журнала представляют собой врачи, психологи и юристы. Нередко публикуются и материалы, которые могут быть интересны широкой аудитории: в частности, на страницах «Независимого психиатрического журнала» публиковались отдельные работы известных русских и западных врачей и мыслителей, по разным причинам оказавшиеся недоступными широким читательским кругам.

## Заявления об использовании психиатрии против религиозных меньшинств
По словам Юрия Савенко, с 1995 года в России психиатрия используется против религиозных меньшинств. Савенко утверждал, что поводом для него послужил доклад доктора медицинских наук, профессора Ю. И. Полищука, в котором был сделан вывод о грубом вреде психическому здоровью, наносимом различными религиозными организациями. Данный доклад был разослан во все прокуратуры страны и ректорам учебных заведений. Ю.Савенко в своём издании заявил, что НПА, а также Российское общество психиатров подчёркивали научную несостоятельность доклада, ссылаясь на то, что все вменявшиеся случаи нездоровья, суицида, распада семьи и т. п. оказывались намного более частыми в общей популяции, чем в преследуемых религиозных организациях. Савенко также заявлял, что если не принимать во внимание идеологический аспект, то «члены „сект“ психически более здоровые люди, чем большинство россиян».
В 1999 году Независимая психиатрическая ассоциация выразила свою озабоченность фактами использования психиатрии против религиозных меньшинств в «Открытом письме НПА Генеральной Ассамблее XI конгресса ВПА». Подчёркивая свою ответственность за совершаемый этим шаг, авторы письма в нём отмечали, что они считают необходимым обратить внимание Генеральной Ассамблеи ВПА на очередное широкомасштабное использование психиатрии в немедицинских целях, возобновившееся в России с 1994—1995 гг. и направленное на подавление уже не инакомыслящих, а инаковерующих. Данное письмо завершалось адресованным ко Всемирной психиатрической ассоциации предложением принять текст Обращения со словами о её обеспокоенности инициацией многочисленных судебных исков к различным религиозным организациям в России за якобы «причинение ими грубого вреда психическому здоровью и болезненное изменение личности» и выразить в нём солидарность с позицией Независимой психиатрической ассоциации России и Российского общества психиатров относительно недопустимости вовлечения психиатров в проблемы, выходящие за пределы их профессиональной компетенции.
Несмотря на то, что предложенное обращение принято не было, позицию НПА по вопросу об использовании психиатрии против религиозных меньшинств поддержали ряд членов Российского общества психиатров.
На конференции по психиатрии 27 июля 1998 года «Комитет по спасению молодёжи» отмечал факты госпитализации членов сект в психиатрические больницы, где им диагностировали шизофрению, однако, по мнению Комитета, к ним должны были применяться другие методы лечения и реабилитации.
В 2004 году Московская Хельсинкская группа опубликовала доклад «Права человека и психиатрия в Российской Федерации» со статьёй Юрия Савенко «Тенденции в отношении к правам человека в области психического здоровья», в которой он выразил свою озабоченность многочисленными судебными процессами, проходившими по всей стране в течение последних семи лет и курировавшимися специально созданной в 1996 году в Центре им. Сербского группой проф. Ф. В. Кондратьева по изучению деструктивного действия религиозных новообразований. По словам Юрия Савенко, дело дошло до судебных исков фактически за колдовство. После того как была показана несостоятельность первоначальных исков «за причинение грубого вреда психическому здоровью и деформацию личности», их сменили иски с новыми формулировками: «за незаконное введение в гипнотическое состояние» и «повреждение гипнотическим трансом», а затем «за незаметное воздействие на бессознательном уровне». В том, что увлечение иноверием воспринималось не как допустимое естественное чувство, а как следствие тайной злодейской технологии, обнаружилась, по словам Юрия Савенко, самопроекция неизжитого тоталитарного сознания, для которого все управляемо, регулируемо, а собственная практика такого рода представляется универсальной. Юрий Савенко делает вывод о том, что получивший хождение термин «тоталитарные секты» не только безграмотен с религиоведческой точки зрения, «он как раз — плод тоталитарного сознания».
По заявлению, сделанному Ю.Савенко в апрельском выпуске «Независимого психиатрического журнала» в 2006 г., «борьба с „тоталитарными сектами“ на протяжении последнего десятилетия явилась первым крупным рецидивом использования психиатрии в политических целях в постсоветской России».

## Участие в судебных процессах
В первой половине 1990-х годов члены Независимой психиатрической ассоциации привлекались в состав судебно-психиатрических экспертных комиссий, включая комиссии экспертов ГНЦ социальной и судебной психиатрии им. В. П. Сербского. Позднее практика привлечения экспертов НПА прекратилась. С конца 2008 года НПА отметила, что суды игнорируют заключения их экспертов на экспертные заключения судебных психиатров. В частности, в ходе производства по уголовному делу судья Костромского областного суда отказался заслушать мнение представителей НПА, заявив: «Вы не свидетели и не специалисты», и аннулировал приобщение к материалам дела заключения НПА.
По мнению Ю. С. Савенко и исполнительного директора НПА Л. Н. Виноградовой, многократно высказывавшемуся в 2000-е годы, уровень судебно-психиатрических экспертиз резко упал. Савенко и Виноградова заявляют, что произошла монополизация судебно-психиатрической деятельности и её полное огосударствление. По словам Л. Н. Виноградовой, зачастую органы правосудия «прикрывают государственных психиатров»; исполнительный директор НПА заявляла, что представители Независимой психиатрической ассоциации пытались дать непредвзятую оценку по каждому пациенту, когда участвовали в большом количестве процессов. Суды в подавляющем большинстве случаев отдавали предпочтение мнению государственных экспертов.

### «Аум Синрикё»
Согласно решению Хорошевского межмуниципального народного суда СЗАО г. Москвы от 21 мая 1997 г. по иску Глеба Якунина и ряда правозащитников к доктору философии А. Л. Дворкину, президент Независимой психиатрической ассоциации Ю. С. Савенко, выступавший на процессе свидетелем со стороны истцов, заявлял, что связь между возникновением психических расстройств у отдельных людей и их вступлением в нетрадиционные религиозные организации отсутствует. В качестве подтверждения Юрий Савенко ссылался на проведённые Независимой психиатрической ассоциацией исследования психики отдельных членов нетрадиционной религиозной организации — «Аум Синрикё».
При этом, согласно решению суда, Юрий Савенко был вынужден признать, что члены организации Аум Синрикё для оценки их психики отбирались хоть и самими врачами, но из числа досье на членов «Аум Синрикё», представленных руководителями этой религиозной организации.
Психиатры НПА не выясняли реальное количество членов организации, им неизвестно также и то, по каким признакам отобраны сведения именно этих членов Аум Синрикё. Кроме того, Ю. С. Савенко не смог пояснить суду, насколько данные обследованного небольшого количества членов организации могут распространяться на всю группу, общая численность которой ему тоже неизвестна.
При этом Савенко Ю. С. признал, что экспертные исследования проводились по заказу Аум Синрикё, которая оплачивала и работу экспертов НПА. Суд отметил, что при таких обстоятельствах не имеет оснований признать обоснованными ни методы проверки, ни выводы Независимой психиатрической ассоциации о влиянии нетрадиционной религиозной организации на психику человека.
Суд констатировал, что показаниям Ю.Савенко в данном процессе противостояли показания профессора Московского НИИ психиатрии МЗ РФ Ю. И. Полищука, опирающегося на выводы комиссии, свидетельствующие о тяжёлых психических повреждениях многих членов сект. Полищук совместно со свидетелем к.ф.н. Е. Н. Волковым показал, что к членам тоталитарных сект применяется открытое и скрытое психологическое насилие, проявляющееся в методах внушения и индуцирования определённых состояний, что, по их словам, является основой контролирования сектами сознания своих адептов. Работа Комиссии под председательством Полищука была определена судом как «подлинно независимая от нетрадиционных религиозных организаций и их заказа и средств».

Психиатр и заслуженный врач России доктор медицинских наук, профессор Ф. В. Кондратьев и доктор медицинских наук, профессор С. Н. Осколкова приводят мнение бывшего вице-президента Независимой психиатрической ассоциации и руководителя её экспертной программы Э. Гушанского:
После судебного заседания 6.03.95 г. Савенко организовал осмотр 30 монахов АУМ Синрикё специалистами-психиатрами по запросу «Комитета по защите религии» (президент — Д. А. Сапрыкин). На самом деле этот комитет существовал под крышей АУМ Синрикё, а его президент был активным деятелем этой организации, личным переводчиком С. Асахары. Обследования касались психического состояния монахов. Выводы же, которые сделал Ю. Савенко, относятся не к психическому состоянию обследованных, а к деятельности АУМ Синрикё: Деятельность АУМ. в той части, с которой мы сталкивались, называть «антисоциальной» неадекватно. […] Обследования не носили комиссионный характер, протоколы психического состояния монахов не содержали каких-либо социологических выводов. Общее заключение, которое составил Савенко, не обсуждалось собранием подписантов … на них — было оказано президентом НПА психологическое давление.

### «Слово жизни»
В 1999 году при участии НПА Магаданский городской суд по делу о признании деятельности церкви «Слово Жизни» противоречащей действующему законодательству и её ликвидации вынес решение об отказе заявителю — прокурору Магаданской области. Церковь «Слово Жизни» обвинялась в причинении грубого вреда психическому здоровью своим членам и изменении их личности. Савенко заявлял, что хабаровские психологи в ходе данного процесса предпринимали попытки доказать наличие вредоносного внушения, в результате чего 400 членов религиозной организации «Слово Жизни» подали документы на выезд в Австралию в знак протеста против попытки закрыть их организацию. По словам Ю. С. Савенко, его экспертное заключение, поддержка местных психиатров и реальная независимость судьи позволили выиграть этот процесс.

### Минюст России
Осенью 2001 года Минюст России под угрозой лишения регистрации потребовало от Независимой психиатрической ассоциации исключить из устава организации положение о психиатрической экспертизе, хотя сам этот устав, включающий соответствующее положение, Минюст России в своё время зарегистрировал. В 2002 году НПА подала на Минюст России иск в Таганский межмуниципальный суд. Суд принял сторону Минюста России, однако в течение 10 месяцев не смог сформулировать и прислать Независимой психиатрической ассоциации обоснованный отказ, лишая возможности оспорить его в законном порядке.
На своём XI съезде, проходившем в мае 2004 года, НПА приняла решение удовлетворить требование Минюста России и убрала из устава положение о проведении независимых судебных психиатрических экспертиз.

## Мнения и оценки
Известными общественными деятелями и учёными высказывались позитивные оценки деятельности НПА. В 1999 году профессор психологии Г. Виндхолз (G. Windholz), отмечая, что НПА «взяла на себя задачу восстановления российской психиатрии», указывал, что «российская психиатрия начинает возвращаться к её прежнему статусу» в виде «неотъемлемой части глобальной, господствующей психиатрии».
В 2004 году президент Всемирной психиатрической ассоциации профессор А. Окаша писал: «Всемирная психиатрическая ассоциация укрепилась благодаря членству Вашего Общества». Три года спустя его преемник на посту президента ВПА, профессор Хуан Меззич отметил, что представители ВПА высоко ценят успехи Независимой психиатрической ассоциации в клинической психиатрии и проявляемые ею, невзирая на трудности, с которыми приходится сталкиваться, этические и гуманитарные устремления.
По словам главного учёного секретаря Российского общества психиатров А. И. Аппенянского, РОП высоко оценивает роль НПА в развитии психиатрической помощи в стране. А. И. Аппенянский отмечал, что НПА, ставшая очень авторитетной организацией, обеспечивает плюрализм профессиональной дискуссии в области психиатрии, которому способствует, в частности, издание «очень важного и профессионально интересного» журнала, а также деятельность известных представителей психиатрической общественности: Савенко, Виноградовой, Аргуновой, Гофмана, Бухановского, Пивеня и др.
Факт многолетнего плодотворного сотрудничества уполномоченного по правам человека в РФ с Независимой психиатрической ассоциацией отмечал уполномоченный Владимир Лукин, указывая при этом, что характерный для представителей ассоциации «сплав высокого профессионализма и гуманистических устремлений» позволяет эффективно решать многие важные вопросы и что деятельность НПА получила признание как внутри страны, так и за её пределами.
По утверждению председателя Московской Хельсинкской группы Л. М. Алексеевой, в ситуации, когда всё больше граждан подвергается судебно-психиатрической экспертизе из-за проявленного ими недовольства существующим положением вещей, всё более значимы становятся положительная роль Независимой психиатрической ассоциации, завоёванные ею доверие и авторитет.
Л. М. Алексеева отмечала также, что «ассоциация прошла большой путь, став успешно действующей профессиональной организацией, которая постоянно показывает, насколько значимым не только для человеческого достоинства, но и для психического здоровья является соблюдение фундаментальных прав человека». По словам Л. М. Алексеевой, НПА придерживается строго научной и взвешенной гражданской позиции; деятельность организации получила признание как внутри страны, так и за её пределами.

## Критика
Деятельность Независимой психиатрической ассоциации подвергалась критике со стороны некоторых учёных и общественных организаций.
Заслуженный врач РФ, доктор медицинских наук, профессор Ф. В. Кондратьев в книге «Современные культовые новообразования („секты“) как психолого-психиатрическая проблема» (1999) высказывает критическое мнение об ассоциации. Профессор называет Независимую организацию «сектозащитной» в связи с её участием в судебном процессе по делу Аум Синрикё (Aum Shinrikyo), на котором НПА, по словам Кондратьева, доказывала «безобидность» этой организации (причисленной к числу террористических групп в США и Канаде, Евросоюзе и др.). Кондратьев отмечает, что Независимая психиатрическая ассоциация могла бы выиграть этот процесс, если бы не сообщения о террористических актах в токийском метрополитене (20 марта 1995 года, 12 погибших и более 1000 пострадавших), осуществлённых учениками основателя Аум Синрикё. Ряд последовавших разоблачительных материалов, показавших, в том числе, наносимый организацией вред здоровью сектантов, по мнению Кондратьева, также повлияли на исход процесса.
Профессор обвиняет Независимую психиатрическую ассоциацию в осуществлении сектозащитной деятельности и в том, что НПА «обрушивает некорректные нападки на психиатров, которые выступают против деструктивной деятельности неокультов», а также критикует НПА за нападки на традиционные религии, которые представители ассоциации сопровождают тезисами об отсутствии принципиальных различий между традиционными религиями и культовыми новообразованиями. Он утверждает, что публикации материалов в защиту тоталитарных сект содержатся «практически в каждом номере» Независимого психиатрического журнала, издаваемого НПА. Отдельно выделяется, что, по выражению профессора, «„независимые“ сектозащитники» в выступлениях склонны ссылаться на известных зарубежных психиатров, при этом производится тенденциозный отбор тех, кто разделяет их позицию.
Опубликованное в 1999 году «Открытое письмо НПА Генеральной Ассамблее XI конгресса Всемирной психиатрической ассоциации» Ф. В. Кондратьев также относит к проявлениям сектозащитной активности Независимой психиатрической ассоциации.

В интервью православному культурно-просветительскому сообществу «Переправа» Кондратьев отметил, что 
Я напомнил, что один из прежних вице-президентов НПА пытался показать экспертные фальсификации и финансовые проделки Савенко, прямо говорил, что «… деятельность Ю. Савенко по защите АУМ Синрикё является примером грубой политизации психиатрии и злоупотребления ею, что несовместимо с принципами Независимой психиатрической ассоциации и правозащитного движения», так его изгнали из НПА.
Благотворительный общественно-просветительский фонд «Комитет по спасению молодёжи», по данным религиоведа С. Б. Филатова «состоящий из сторонников[обтекаемое выражение] Русской православной церкви», в обращении от 19 января 1997 года к президенту России Б. Н. Ельцину заявил о своей озабоченности деятельностью «Независимой психиатрической ассоциации». Упомянув в обращении, что НПА тесно сотрудничает с палатой по правам человека, Комитет заявил президенту о том, что известен ряд случаев, когда психиатры «Независимой психиатрической ассоциации» выдавали заключения о психическом здоровье членам сект, имевшим все признаки психических расстройств по результатам освидетельствования в государственных медицинских учреждениях.
Комитет критиковал НПА за нападки на государственную психиатрию — по мнению Комитета, профессионально не обоснованные и носящие характер исключительно политических обвинений в том, что «психиатры хотят всех верующих заключить в психушки». Высказанное на встрече с Комитетом заявление членов НПА о том, что в лечении нуждаются не сектанты, а их родители, бьющие тревогу за своих детей, «Комитет по спасению молодёжи» расценил как кощунство. Комитет также высказал мнение, что НПА не обладает научной профессиональной базой государственной психиатрии, и выразил сомнения в действительной независимости Независимой психиатрической ассоциации.